# Media Akademie – Hochschule Stuttgart
Die media Akademie – Hochschule Stuttgart (mAHS) war eine private, staatlich anerkannte Hochschule im Bereich Design in Stuttgart. Sie wurde im Jahr 2015 gegründet. Trägerin war die Trägergesellschaft media Hochschule GmbH, Stuttgart. Die Trägergesellschaft meldete im Dezember 2024 Insolvenz an.

## Studiengänge
Die Hochschule bildete in den Studiengängen Animation-Design, Game-Design und Industrial-Design sowie „angewandte Medien“ aus. Schwerpunkt des Studiums war die gestalterische und konzeptionelle Anwendung neuer Designtechnologie. Das Studium dauerte sechs Semester und schloss mit dem staatlich anerkannten Titel Bachelor of Arts ab.

## Staatliche Anerkennung und Akkreditierung
Die media Akademie – Hochschule Stuttgart (mAHS) wurde 2015 vom Land Baden-Württemberg als Fachhochschule befristet staatlich anerkannt.

## Vernetzung
2016 organisierte die mAHS eine gemeinsame Veranstaltung mit dem Design Center Baden-Württemberg zu Animation Design.